# ミニモニ。ソングズ②
『ミニモニ。ソングズ②』は、ミニモニ。の2枚目のアルバムである。

## 収録曲
特記以外　全作詞・作曲：つんく
1. －OPENING－ (1:14)
リミックス：田中直
2. CRAZY ABOUT YOU (3:14)
編曲：田中直
3. WASSUP?遠慮がテーマ (3:36)
編曲：田中直
4. ミラクルルン グランプリン! (2:59) / ミニハムず
編曲：高橋諭一
5. 壊れない愛がほしいの（ミニモニ。Version) (3:44)
編曲：鈴木Daichi秀行
6. ズキュンLOVE (3:43)
編曲：小西貴雄
7. LOST LOVE (3:35)
編曲：AKIRA
8. BE ALL RIGHT!（ミニモニ。Version) (3:49)
編曲：高橋諭一
9. ぎゅっと抱きしめて＜FOREVER＞ (4:34)
編曲：湯浅公一
10. －INTERLUDE－（黒ミニモニ。ジャンケンぴょん） (1:08)
リミックス：平田祥一郎
11. ミニモニ。数え歌～デートば～じょん～ (4:20)
編曲：高橋諭一
12. ロックンロール県庁所在地〜おぼえちゃいなシリーズ〜 (2:35)
作詞・作曲：森高千里　編曲：高橋諭一
13. お菓子つくっておっかすぃ～ (3:56)
編曲：渡部チェル
14. ミニハムずの結婚ソング  (3:45) / ミニハムず
編曲：ダンス☆マン
15. げんき印の大盛ソング  (4:09) / ミニモニ。と高橋愛＋4KIDS
編曲：小西貴雄
16. －ENDING－（白ミニモニ。ジャンケンぴょん） (1:06)
リミックス：平田祥一郎